# オリゴ糖
オリゴ糖（オリゴとう、oligosaccharide）は、単糖がグリコシド結合によって数個結合した糖類のオリゴマーで、分子量としては300 - 3000程度である。
オリゴはギリシア語（ὀλίγος / ラテン文字転写olígos / カタカナ読み「オリゴス」）で少ないを意味する語であることから、少糖類（しょうとうるい）と呼ぶこともある。オリゴ糖の明確な定義はなく、二糖以上をオリゴ糖とするが、三糖以上（三糖、四糖、……）をオリゴ糖とすることも多い。上限についても幅があるが通常10糖である。

## 構造
天然の動植物中にもともと含まれているオリゴ糖は、ほとんどがスクロース、ラクトース、トレハロース、マルトースなどの二糖類であり、三糖類より多くの糖が結合しているものの量は少ない。　天然から見出されているものとしては三糖類ではラフィノース、パノース、マルトトリオース、メレジトース、ゲンチアノースなど。四糖類ではスタキオースなどが知られている。また、ブドウ糖が環状に結合したオリゴ糖としてシクロデキストリンがある。

## 発見と利用
100年以上前から、母乳栄養児が人工栄養児よりも下痢などの病気にかかり難く、かかっても軽症で速やかに治癒することが知られていた。1899年、パスツール研究所のティシエ（Tissier）により、健康な母乳栄養児の便からビフィズス菌を分離した事がきっかけとなり、腸内細菌の研究が進み、母乳中のビフィズス増殖因子と呼んでいたものがオリゴ糖であった。数々の研究を経て様々なオリゴ糖が発見された。

### 摂取源
ヒト母乳中には1.2 - 1.3g/100mLのオリゴ糖が含まれると算出されている。これは時期によって変化し、初乳に含まれる量は1.9g/100mLであったが、泌乳期を経るに従って0.9g/100mLにまで減少する。母乳中オリゴ糖は約130種類が存在するとされ、そのうち93種類のオリゴ糖が構造決定されている。構造としては、ガラクトース、フコース、シアル酸、グルコース、N-アセチルグルコサミンといった糖類を構成単糖とし、鎖長が3から10でラクトース末端を持つオリゴ糖が大半である。ヒト母乳中にオリゴ糖が含まれる理由としては、感染防御の役割が考えられる。病原体が上皮細胞に付着する前に、オリゴ糖が結合することで付着を阻害するリガンドとしての役割を持っていると推測されている。例えば、シアル酸オリゴ糖は肺炎球菌類とインフルエンザウイルスの付着を阻害し、ガラクトオリゴ糖とフルクトオリゴ糖はE.coliの付着を阻害する。
ヒトはオリゴ糖を分解する消化酵素を有していない。母乳中に乳児が消化できないオリゴ糖が存在する理由は、乳児の腸内にラクトバシラス属、ビフィドバクテリウム属、バクテロイデス属を中心とした腸内細菌を育成させ、これらの腸内細菌が生成する酪酸、酢酸、プロピオン酸、乳酸などの短鎖脂肪酸により腸内での他の有害な細菌の増殖を抑制する環境を形成することである。

### 生理活性
様々な研究より、ビフィズス菌などの腸内善玉菌を増やす効果があることが確認され、さまざまな生理活性作用を期待して健康食品に利用されている。腸内善玉菌を増やす効果がある物質をプレバイオティクスと言う。整腸作用を期待して特定保健用食品として利用されている。単体を安価に高純度化することが困難なため、市販品の多くは液体で流通している。プレバイオティクスには、乳糖果糖オリゴ糖、ガラクトオリゴ糖(GOS)、フラクトオリゴ糖(FOS)、マンナンオリゴ糖(MOS)などがある。
- ラフィノースの高純度粉末品は医療用で移植臓器の保存性向上剤としても利用されている[11]。
- フラクトオリゴ糖（原料-ショ糖）は、腸内細菌研究の第一人者として知られる光岡知足によりビフィズス菌の増殖活性に優れていることが確認された[12]。

### 工業的製法
- 植物に含まれる当該成分を抽出する。
- 微生物を利用して発酵させ、デンプン、砂糖、乳糖を原料として合成する。
- 植物の多糖類を酵素の作用により分解する。
- 酸やアルカリで糖を異性化する。

例えばアミロースをアミラーゼで分解すると二糖類のマルトースと三糖類のマルトトリオースなどの混合物が得られる。得られる糖はアミラーゼの種類により異なる。

### 利用
乳糖果糖オリゴ糖（乳果オリゴ、ラクトスクロース）
乳糖とショ糖を原料に酵素としてβ-フラクトフラノシダーゼを作用させ、乳糖のブドウ糖側にフルクトース（果糖）を結合させた三糖のオリゴ糖である。ショ糖の構造を有しているため上品な甘さを示し、カロリーはショ糖の約半分、腸内のビフィズス菌を増やす作用が強い。腸内環境の改善効果、整腸作用で特定保健用食品（トクホ）の認可を得ている。さらに腸内のpHを下げることによりカルシウムの吸収を高める効果が認められ、前記整腸作用と合わせたダブルトクホの健康クレームを取得している。腸内環境を改善することによる便性改善、免疫機能の亢進、花粉症軽減効果などの報告がある。
マルトオリゴ糖
マルトオリゴ糖には主成分がマルトトリオース(G3)からマルトヘプサオース(G7)まで重合度の異なるものがあり、重合度が高いものほど甘味度が低い。砂糖や水飴と比較して吸放湿に対して安定な特性を有し、一定の濃度条件下ではブドウ糖、砂糖、マルトース、異性化液糖と比較して熱に安定であり加熱による変色も少ない。これらの特性から、コク付けや着色防止、艶出し、日持ち向上などの目的で利用されている。プレバイオティクスの機能としては、マルトテトラオース(G4)の腸内での腐敗菌の抑制効果が知られている。
分岐オリゴ糖（イソマルトオリゴ糖）まろやかな甘味を有し、水分保持力が高いために結晶析出防止や保湿に効果がある。また、砂糖と同固形分濃度で、水分活性が砂糖より低く加工食品の日持ち向上に効果があり、耐酸性、耐熱性にも優れている。以上の特性から、みりんや清涼飲料水、パン類に利用されている。プレバイオティクスの機能としては、ビフィズス菌、乳酸菌などに優先的に利用されることから、腸内菌の増加を助ける効果がある。また、虫歯菌の不溶性グルカンの合成を抑制する効果を有するとの報告がある。
ゲンチオオリゴ糖リンドウ属に由来するオリゴ糖で、特有のコクと苦味があることから野菜のエグ味やココア、チョコレートの苦味などをマスキングする分野で利用される。プレバイオティクスの機能としては、ビフィズス菌、乳酸菌などに優先的に利用されることから、腸内菌の増加を助ける効果がある。
ニゲロオリゴ糖日本の伝統的な食品、清酒や味噌などにも含まれる味覚物質を持ち、長く持続するまろやかな甘みが特徴。食塩の刺激を緩和させる効果がある他、高甘味度甘味料の味質を改善させる効果がある。他にも、日持ち向上、天然色素の退色抑制、果汁感の向上に効果がある。プレバイオティクスの機能としては、分岐オリゴ糖同様に抗う蝕性効果が明らかになっている他、実験によって免疫賦活作用や生活の質(QOL)の改善に効果があるとされている。

## 細胞認識
細胞は糖タンパク質もしくは糖脂質で覆われており、どちらも細胞のタイプを決定するのに役立つ。レクチンは炭水化物に結合するタンパク質で、特定のオリゴ糖を特異的に認識する。レクチンが結合したオリゴ糖で、細胞認識のために有用な情報を得ることができる。

### 血液型の決定
血液型は血球上のオリゴ糖鎖の構造により決定される。
違う血液型同士を混ぜると抗原抗体反応により赤血球の凝集が起こる。これは赤血球膜上に存在する血液型物質である複合糖質の糖鎖の構造が違うと、異物と認識されて抗原抗体反応による凝集が起こるためである。従って赤血球上の糖鎖構造が血液型を決定している。ABO式血液型において、A型を決定する因子をA型物質、B型を決定する因子をB型物質、O型に存在する血液型物質はH型物質という。H型物質はA型やB型の赤血球膜上にも存在し、H型物質がA型物質やB型物質の前駆体ではないかと考えられている。このようにH型物質はO型の決定因子とはならず、A型やB型の前駆体である基本物質という意味からHuman(ヒト)の頭文字をとってH型物質と呼ばれている。H型物質の糖鎖構造は2種類あり、L-フコース-α(1→2)-D-ガラクトース-β(1→3)-N-アセチル-D-グルコサミンをI型糖鎖、L-フコース-α(1→2)-D-ガラクトース-β(1→4)-N-アセチル-D-グルコサミンをⅡ型糖鎖という。Ⅰ型糖鎖とⅡ型糖鎖の違いは、ガラクトースとN-アセチルグルコサミンの結合形式がβ(1→3)であるかβ(1→4)かだけである。H型物質のガラクトース残基にN-アセチルガラクトサミンがグリコシド結合した糖鎖がA型物質で、ガラクトースが結合した糖鎖がB型物質である。AB型の血液には、血球膜上にA型物質とB型物質のどちらも存在する。

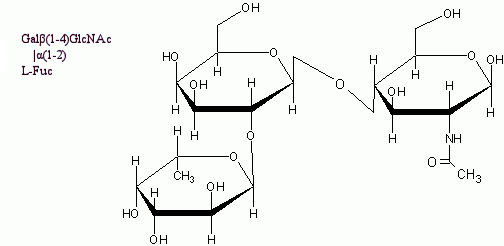
H型物質
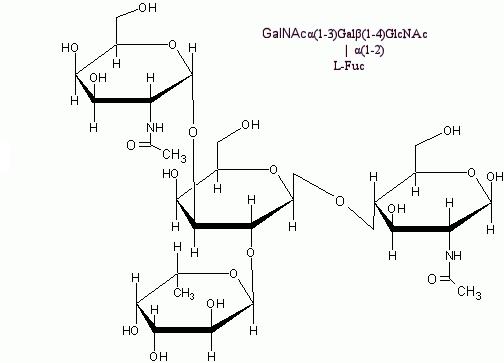
A型物質：GalNAc(N-アセチルガラクトサミン）が結合している。
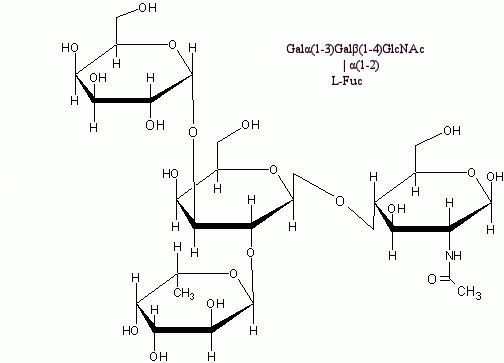
B型物質：Gal(ガラクトース)が結合している。